# 白露 (初代神風型駆逐艦)
|          | |
| 艦歴     | |
| 計画     | 明治37年度臨時軍事費                                                                                                |
| 起工     | 1905年2月25日 |
| 進水     | 1906年2月12日 |
| 就役     | 1906年6月6日 |
| その後   | 1912年8月28日三等駆逐艦 1928年7月6日廃駆逐艦第1号と仮称 1928年8月1日雑役船編入、交通船兼曳船指定、公称第725号と改称 |
| 除籍     | 1928年4月1日 |
| 廃船     | 1930年2月12日認許                                                                                                   |
| 売却     | 1930年3月27日 |
| 性能諸元 | |
| 排水量   | 常備：381t 満載：450t                                                                                               |
| 全長     | 69.2メートル |
| 全幅     | 6.6メートル |
| 吃水     | 1.8メートル |
| 機関     | レシプロエンジン2基2軸、6,000hp                                                                                     |
| 最大速力 | 29ノット |
| 航続距離 | 11ノット/850カイリ                                                                                                  |
| 乗員     | 70人 |
| 兵装     | 80mm（40口径）単装砲 2門 80mm（28口径）単装砲 4門 450mm魚雷発射管 2門                                               |

白露（しらつゆ）は、大日本帝国海軍の駆逐艦で、神風型駆逐艦 (初代)の5番艦である。同名艦に白露型駆逐艦の「白露」があるため、こちらは「白露 (初代)」や「白露I」などと表記される。

## 艦歴
1905年（明治38年）2月15日、命名（製造番号第5号）。同日附で三菱合資会社三菱造船所（三菱長崎）において起工。1906年（明治39年）2月12日進水。2月15日、駆逐艦に類別。同年8月23日竣工。または、1904年6月20日起工、1906年2月12日進水、同年6月6日竣工。船番166。
第一次世界大戦では、1914年、青島の戦いに参加。シベリア出兵時には沿海州の沿岸警備を行った。
姉妹艦の類別変更や除籍にともない、1926年（大正15年）12月1日附でネームシップとなる。1928年（昭和3年）4月1日、除籍。同年7月6日、廃駆逐艦第1号と仮称。8月1日、雑役船に編入され、交通船兼曳船（公称第725号）に指定。1930年（昭和5年）2月12日、廃船認許。

## 艦長
※『日本海軍史』第9巻・第10巻の「将官履歴」及び『官報』に基づく。
駆逐艦長
- （兼）守永喜三郎 大尉：1906年7月3日 - 1906年8月30日
- 桂頼三 大尉：1906年8月30日 - 1907年4月5日
- 岡村友治 大尉：1907年4月5日 - 1908年4月20日
- （兼）磯田敏祐 大尉：1908年4月20日 - 1908年9月25日
- 八角三郎 大尉：1908年9月25日 - 1908年11月20日
- 田辺金次郎 大尉：1908年11月20日 - 1911年5月23日
- 塚本克熊 大尉：1911年5月23日 - 1911年12月1日
- 牛島潔 大尉：1911年12月1日 - 1912年12月1日
- 志岐重吉 大尉：1912年12月1日 - 1913年12月1日
- 武田維幸 大尉：1913年12月1日 - 1914年12月1日
- 中村有年 大尉：不詳 - 1915年5月1日[9]
- 石田正一 大尉：1915年5月1日[9] - 1916年4月12日
- 井上桓征 大尉：1916年4月12日 - 1916年12月1日
- 田尻敏郎 大尉：1916年12月1日 - 1917年12月1日[10]
- 山本政平 大尉：1917年12月1日[10] - 1919年12月1日[11]
- 須藤平三郎 大尉：1919年12月1日[11] - 1920年12月1日[12]
- 加藤正 大尉：1920年12月1日[12] - 1921年1月25日[13]
- 須賀彦次郎 大尉：1921年1月25日 - 1922年12月1日
- 五十嵐恵 大尉：1922年12月1日[14] -
- 新美和貴 大尉：1923年12月1日 - 1924年4月10日
- 西岡茂泰 大尉：1924年4月10日 - 1925年8月1日
- 勝野実 大尉：1925年8月1日 - 1925年12月1日
- 中川浩 大尉：1925年12月1日 - 1926年12月1日